# Feldberg-Bärental
Feldberg-Bärental (niem: Bahnhof Feldberg-Bärental) – stacja kolejowa w Feldberg (Schwarzwald), w kraju związkowym Badenia-Wirtembergia, w Niemczech. Według DB Station&Service ma kategorię 6. Znajduje się na linii Titisee – Seebrugg w dzielnicy Bärental.

## Linie kolejowe
- Linia Titisee – Seebrugg